# The Monsters and The Strangerz
The Monsters and The Strangerz je kolektiv iz Miamija, Floride kojeg su 2006. godine osnovali Alexander Izquierdo, Stefan Johnson, Jordan Johnson, Marcus Lomax i Clarence Coffee. Kolektiv se bavi produciranjem i pisanjem pjesama.

## Članovi
Trenutni članovi
- Alexander Izquierdo (2006. - danas)
- Stefan Johnson (2006. - danas)
- Jordan Johnson (2006. - danas)
- Marcus Lomax (2006. - danas)
- Clarence Coffee (2006. - danas)

## Vanjske poveznice
- Službena stranica  Arhivirana inačica izvorne stranice od 18. srpnja 2012. (Wayback Machine)